# Angst (dokumentarfilm fra 1973)
 For alternative betydninger, se Angst (flertydig). (Se også artikler, som begynder med Angst)
Angst er en dansk dokumentarfilm fra 1973 instrueret af Voja Miladinovic.

## Handling
Angst er en filmdagbog gennem et år om en 22-årigs angst. Den er indrammet af psykiateren Finn Jørgensens fortælling om angstneuroser. I slutningen brænder billeder igennem: Vi bygger vores omverden og den påvirker os, der er ingen løsning.